# Vytěsnění
Vytěsnění (někdy též potlačení) je druh obranného mechanismu, při němž jsou nepříjemné myšlenky, motivy a fantazie, nevědomě přesunuty z vědomí do nevědomí. Jako pojem zavedla vytěsnění Anna Freudová v publikaci Já a obranné mechanismy. Navázala tak na práci svého otce, Sigmunda Freuda.
Podle jeho teorie osobnost tvoří tři složky: ego, superego a id. Ego vyrovnává působení superega a id. Pokud dojde k silnému konfliktu superega a id, který ego nedokáže vyřešit, osobnost může reagovat několika způsoby. Jedním z nich je vytěsnění. To znamená, že se člověk snaží nemyslet na to, co ho trápí. Myšlenky se postupně přesunou do nevědomé části vědomí. Odtud se mohou projevovat úzkostí, nervozitou, nespavostí či neschopností soustředit se. Pokud problém i nadále potlačujeme, objeví se v jiné formě, například:
- tzv. freudovským přeřeknutím
- somatickou reakcí – Freud například léčil dívku, které rodiče zakázali stýkat se s jejím chlapcem a donutili ji napsat dopis, kde mu oznamuje, že už jej nechce nikdy vidět. Dívka to udělala, nikomu však neřekla o tom, že chlapce stále miluje, a snažila se na vše zapomenout. Problém se projevil ochrnutím pravé ruky (jako nástroje, který to způsobil). Když to dívka (po mnoha letech) Freudovi přiznala, vysvětlila a vypovídala se z trápení, mohla ruku opět ovládat.
- podvědomou averzí ke všemu, co nám potlačovanou myšlenku připomíná
- snovou příhodou – vytěsněná myšlenka se může objevovat i v přeneseném významu ve snech
- vznikem neurotických poruch – vytěsnění postrádá prvek sublimace (přeměny)

Podobným obranným mechanismem, kdy k odstranění myšlenkového obsahu z vědomí do nevědomí dochází úmyslně, je potlačení čili represe.